# Mariano Abignente
Mariano Marcio Abignente, "de Abigente nomine" (Sarno, 1471 – Sarno, 1521 o 1523), fu uno dei partecipanti alla celeberrima disfida di Barletta, nel 1503.

## Biografia

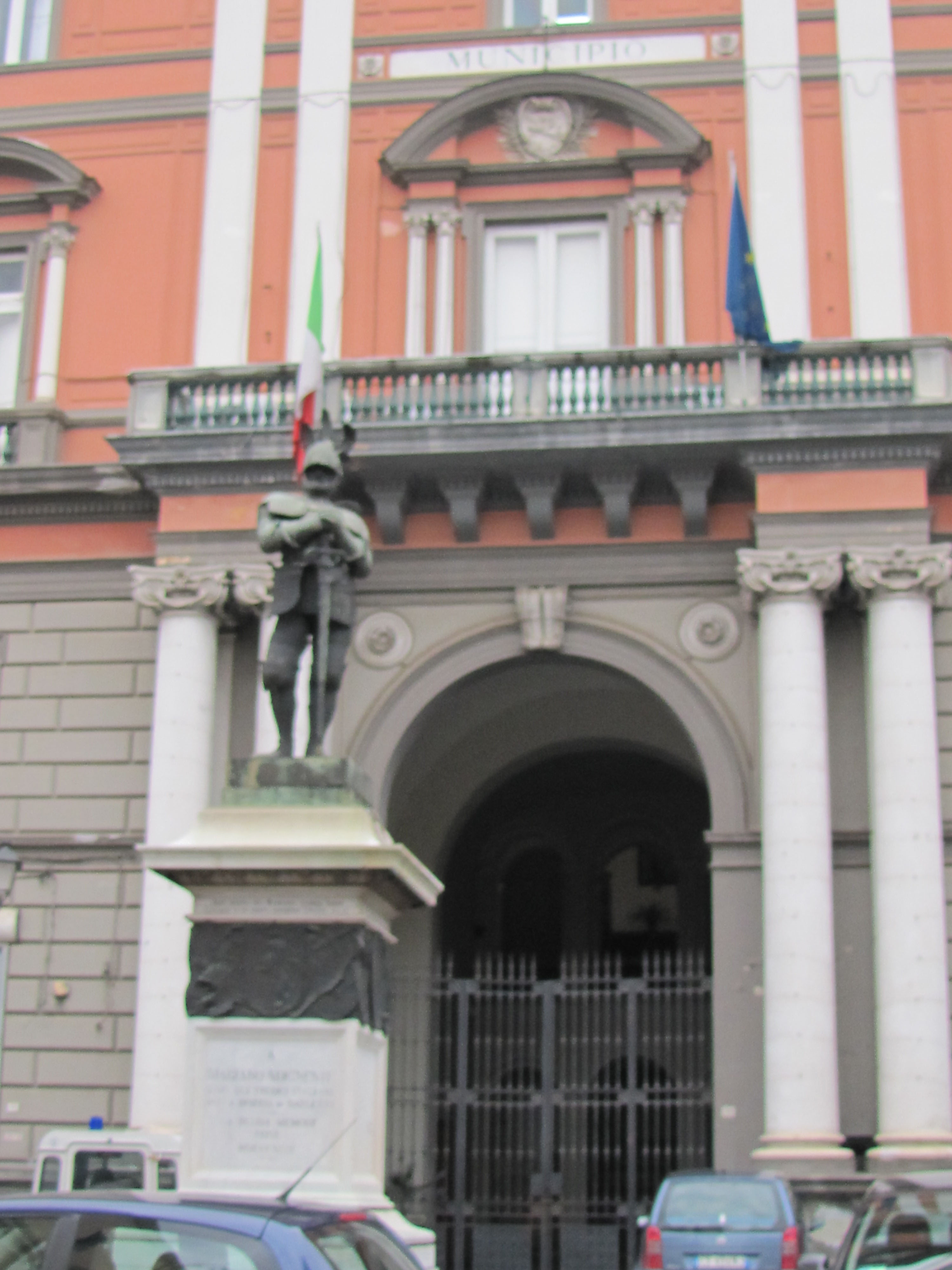
Il monumento a Mariano Abignente a Sarno, in Piazza IV Novembre, di fronte al palazzo municipale.

Poco sappiamo della sua vita, se non che fosse nato a Sarno da illustre casata, e che ivi fu sepolto, nella Chiesa monumentale di San Francesco d'Assisi, pochi anni dopo lo storico evento, nel quale leggenda vuole che egli sia stato ferito.
Ancora oggi i discendenti della famiglia conservano il pugnale e lo stocco di Mariano, esposti al pubblico solo in poche occasioni.
Il 20 dicembre 1503, per i meriti acquisiti nella disfida, Mariano divenne proprietario di due cartiere sul fiume Sarno, avute in dono dal conte di Sarno, Guglielmo Tuttavilla.
Nel 1512 fu anche sotto il comando di Prospero Colonna, partecipando tra l'altro alla battaglia di Ravenna.
Nel 1893 a Mariano fu dedicato un monumento in bronzo (opera dello scultore Giovanni Battista Amendola), eretto su un alto piedistallo proprio di fronte al municipio di Sarno, accanto alla Chiesa in cui è sepolto.